# Zenopontonia noverca
Zenopontonia noverca är en kräftdjursart som först beskrevs av Kemp 1922.  Zenopontonia noverca ingår i släktet Zenopontonia och familjen Palaemonidae. Inga underarter finns listade i Catalogue of Life.